# أيدان فولتون
أيدان فولتون (بالإنجليزية: Aidan Fulton)‏ (1994 في المملكة المتحدة - ) هو لاعب كرة قدم بريطاني في مركز الوسط. لعب مع نادي غرينوك مورتون.

## وصلات خارجية
- أيدان فولتون على موقع Soccerbase.com (لاعب) (الإنجليزية)